# Schattwald
Schattwald est une commune autrichienne du Tyrol.